# ディオメディア
株式会社ディオメディア（英: diomedéa inc.）は、日本のアニメ制作会社。日本動画協会正会員。
本項では事実上の前身にあたる有限会社スタジオバルセロナについても述べ、作品履歴も同一のものとして扱う。ただし、後述の通り、登記上においてディオメディアとスタジオバルセロナは別法人である。

## 概要

### 有限会社スタジオバルセロナ
グループ・タックの制作出身である須賀信行が2005年10月5日に設立したアニメ制作会社。社名を考えていた時、須賀の好きなサッカークラブであるFCバルセロナのポスターが目に入ったことから命名された。設立時より里見哲朗（バーナムスタジオ）と関わりが深く、里見がプロデュースするテレビシリーズやOVAを中心に手掛けた。
翌2006年にアニメーターの小原が取締役社長（共同代表）に就任。小原はスタジオ九魔、シャフトで活動しており、シャフトでは新人アニメーターの育成を担当していた。その経験からスクールを兼ねたアニメスタジオ設立の構想を持っていたが、グループ・タックで仕事を共にした須賀に作画部門の強化を依頼され経営に加わった。
しかし2007年に入り、須賀が体調を崩したため代表取締役を辞任。小原はバルセロナとして業務を続けるより、改めて会社を立ち上げた方がよいと判断し、ディオメディアを設立。同時期に事業を停止した。須賀はディオメディアの経営には関与せず、アニメ業界を退いて行政書士に転じている。
尚、沿革では株式会社ディオメディアに改組したとされるが、設立に際し登記変更はされておらず、2012年1月20日付での株主総会の決議により会社が解散するまで法人格は存続していた。
2023年1月24日、登記官により登記記録閉鎖。

### 株式会社ディオメディア
スタジオバルセロナの取締役社長を務めていた小原充が同社の事業・資産を承継するため新たに2007年11月28日に設立したアニメ制作会社。設立当初は制作部と作画部のみだったが、2010年に彩色部、2012年に撮影部を新設し、順次制作会社としての規模を拡大。また、社内にオフライン編集室を併設している。
福利厚生の整備と収益の安定化を目指して2011年に版権事業部を設立し、自社オンラインショップ（ディオメディアショップ）を開業する。アニメ制作用品及びディオメディアが手掛けた作品のキャラクターグッズ開発・販売、原画展の開催、コミックマーケットほか大型イベントへの出展など事業を展開している。版権事業部は2013年12月にディオメディアの関連会社である株式会社アズメーカーとして分社設立し、オンラインショップも「きゃらON!」に名を変えて、ディオメディア作品以外のグッズも取り扱うようになる。
2013年には自社テレビCMを制作し、『ぎんぎつね』で自らスポンサーとなりこれを放送した。
2014年9月に事業拡大につき自社ビルを落成し、本社機能を移転。旧社屋（東京都練馬区関町北3丁目23番16号）を武蔵関スタジオとした。その後、旧社屋には同業他社であるスタジオブランとエンカレッジフィルムズが入居したが、2021年までに移転した。

## 作品履歴

### テレビアニメ
| 開始年 | 放送期間         | タイトル                                            | 監督                    | アニメーション プロデューサー | 備考                     |
| ------ | ---------------- | --------------------------------------------------- | ----------------------- | ----------------------------- | ------------------------ |
| 2007年 | 7月 - 9月        | ななついろ★ドロップス                               | 山本天志                | 上野可愛                      | スタジオバルセロナ時代   |
| 2007年 | 10月 - 12月      | こどものじかん                                      | 菅沼栄治                | 須賀信行 上野可愛             | スタジオバルセロナ時代   |
| 2008年 | 7月 - 9月        | 乃木坂春香の秘密                                    | 名和宗則                | せきやまあきひろ              |                          |
| 2009年 | 4月 - 6月        | 神曲奏界ポリフォニカ クリムゾンS                    | 鈴木利正                | 奥原伸啓                      |                          |
| 2009年 | 10月 - 12月      | 乃木坂春香の秘密 ぴゅあれっつぁ♪                    | 名和宗則                | N/A                           |                          |
| 2010年 | 10月 - 12月      | 侵略!イカ娘                                         | 水島努                  | 漆山淳                        |                          |
| 2011年 | 4月 - 6月        | アスタロッテのおもちゃ!                             | 追崎史敏                | 城石洋輔 小林健一             |                          |
| 2011年 | 9月 - 12月       | 侵略!?イカ娘                                        | 水島努（総） 山本靖貴   | 漆山淳                        |                          |
| 2012年 | 7月 - 9月        | カンピオーネ! 〜まつろわぬ神々と神殺しの魔王〜      | 草川啓造                | 山本健一郎                    |                          |
| 2013年 | 1月 - 3月        | 問題児たちが異世界から来るそうですよ?               | 草川啓造（総） 山本靖貴 | せきやまあきひろ              |                          |
| 2013年 | 10月 - 12月      | 俺の脳内選択肢が、学園ラブコメを全力で邪魔している  | 稲垣隆行                | せきやまあきひろ              |                          |
| 2013年 | 10月 - 12月      | ぎんぎつね                                          | 三沢伸                  | 小原充 せきやまあきひろ       |                          |
| 2014年 | 4月 - 6月        | 悪魔のリドル                                        | 草川啓造                | せきやまあきひろ              |                          |
| 2015年 | 1月 - 3月        | 艦隊これくしょん -艦これ-                           | 草川啓造                | 天野翔太                      | 第2期はENGI制作          |
| 2015年 | 1月 - 3月        | 聖剣使いの禁呪詠唱                                  | 稲垣隆行                | せきやまあきひろ              |                          |
| 2015年 | 1月 - 3月        | 銃皇無尽のファフニール                              | 草川啓造（総） 高橋順   | 江里口武志                    |                          |
| 2015年 | 1月 - 3月        | 美男高校地球防衛部LOVE!                             | 高松信司                | せきやまあきひろ              |                          |
| 2015年 | 7月 - 9月        | 空戦魔導士候補生の教官                              | 稲垣隆行                | せきやまあきひろ              |                          |
| 2016年 | 4月 - 6月        | 迷家-マヨイガ-                                      | 水島努                  | 児島宏明                      |                          |
| 2016年 | 7月 - 9月        | はんだくん                                          | 湖山禎崇                | 江里口武志 天野翔太           |                          |
| 2016年 | 10月 - 12月      | ガーリッシュナンバー                                | 井畑翔太                | 天野翔太                      |                          |
| 2017年 | 1月 - 3月        | 風夏                                                | 草川啓造                | 天野翔太                      |                          |
| 2017年 | 7月 - 9月        | アホガール                                          | 草川啓造（総） 玉木慎吾 | 天野翔太                      |                          |
| 2017年 | 7月 - 9月        | アクションヒロイン チアフルーツ                     | 草川啓造                | 天野翔太                      |                          |
| 2017年 | 10月 - 12月      | 僕の彼女がマジメ過ぎるしょびっちな件                | 長山延好                | 江里口武志                    | 共同制作：スタジオブラン |
| 2018年 | 1月 - 6月        | BEATLESS                                            | 水島精二                | 天野翔太                      |                          |
| 2018年 | 7月 - 9月        | ちおちゃんの通学路                                  | 稲垣隆行                | 水越拓馬                      |                          |
| 2018年 | 9月              | BEATLESS Final Stage                                | 水島精二                | 天野翔太                      |                          |
| 2019年 | 1月 - 3月        | ドメスティックな彼女                                | 井畑翔太                | 天野翔太                      |                          |
| 2019年 | 10月 - 2020年9月 | あひるの空                                          | 草川啓造（総） 玉木慎吾 | 川人憲治郎                    |                          |
| 2021年 | 4月 - 6月        | 聖女の魔力は万能です                                | 井畑翔太                | 天野翔太                      |                          |
| 2022年 | 1月 - 3月        | フットサルボーイズ!!!!!                             | ひいろゆきな            | 天野翔太                      |                          |
| 2022年 | 7月 - 9月        | 異世界薬局                                          | 草川啓造                | 天野翔太                      |                          |
| 2023年 | 1月 - 3月        | 転生王女と天才令嬢の魔法革命                        | 玉木慎吾                | 竹岡瑞樹                      |                          |
| 2023年 | 10月 - 12月      | 鴨乃橋ロンの禁断推理（1st Season）                  | 井畑翔太                | 竹岡瑞樹                      |                          |
| 2023年 | 10月 - 12月      | 聖女の魔力は万能です（Season2）                     | 井畑翔太                | 竹岡瑞樹                      |                          |
| 2024年 | 10月 - 12月      | 鴨乃橋ロンの禁断推理（2nd Season）                  | 井畑翔太                | 竹岡瑞樹                      |                          |
| 2025年 | 未公表           | 対ありでした。 ～お嬢さまは格闘ゲームなんてしない～ | 井畑翔太                | 未公表                        |                          |

### 劇場アニメ
- 劇場版 艦これ（2016年）

### OVA
| 発売年 | タイトル                                             | 備考                                  |
| ------ | ---------------------------------------------------- | ------------------------------------- |
| 2006年 | 大魔法峠                                             | -2007年、スタジオバルセロナ時代       |
| 2007年 | こどものじかん やすみじかん                          | 単行本同梱OVA、スタジオバルセロナ時代 |
| 2009年 | こどものじかん 2学期 特別編                          | 単行本同梱OVA                         |
| 2009年 | こどものじかん 2学期                                 | 単行本同梱OVA                         |
| 2011年 | こどものじかん こどものなつじかん                    | 単行本同梱OVA                         |
| 2012年 | 侵略!!イカ娘                                         | -2014年                               |
| 2012年 | 乃木坂春香の秘密 ふぃな〜れ♪                         |                                       |
| 2012年 | ゆめくり                                             | ドラマCD同梱OVA                       |
| 2014年 | 俺の脳内選択肢が、学園ラブコメを全力で邪魔している。 | 原作8巻BD付き同梱OVA                  |
| 2015年 | 空戦魔導士候補生の教官                               | 原作9巻BD付き同梱OVA                  |

### 制作協力
| 年     | タイトル                                               | 制作元請                                | 備考                                               |
| ------ | ------------------------------------------------------ | --------------------------------------- | -------------------------------------------------- |
| 2006年 | ちょこッとSister                                       | ノーマッド                              | 各話制作協力                                       |
| 2008年 | 二十面相の娘                                           | ボンズ テレコム・アニメーションフィルム | 各話制作協力                                       |
| 2008年 | 狂乱家族日記                                           | ノーマッド                              | 各話制作協力 エンディング（凰火・千花ver）制作協力 |
| 2008年 | クレヨンしんちゃん ちょー嵐を呼ぶ 金矛の勇者           | シンエイ動画                            | 制作協力                                           |
| 2010年 | トランスフォーマー アニメイテッド                      | ムークアニメーション アンサー・スタジオ | 日本版OPアニメーション製作                         |
| 2010年 | ひだまりスケッチ×☆☆☆                                   | シャフト                                | 各話制作協力                                       |
| 2010年 | 荒川アンダー ザ ブリッジ                               | シャフト                                | 各話制作協力                                       |
| 2010年 | 荒川アンダー ザ ブリッジ×ブリッジ                      | シャフト                                | 各話制作協力                                       |
| 2010年 | それでも町は廻っている                                 | シャフト                                | 各話制作協力                                       |
| 2011年 | 魔法少女まどか☆マギカ                                  | シャフト                                | 各話制作協力                                       |
| 2012年 | 戦姫絶唱シンフォギア                                   | サテライト                              | 各話制作協力                                       |
| 2013年 | サーバント×サービス                                    | A-1 Pictures                            | 各話制作協力                                       |
| 2015年 | アイドルマスター シンデレラガールズ                    | A-1 Pictures                            | 各話制作協力                                       |
| 2015年 | 終物語                                                 | シャフト                                | 各話制作協力                                       |
| 2016年 | 暗殺教室（第2期）                                      | Lerche                                  | 各話制作協力                                       |
| 2016年 | 妖怪ウォッチ                                           | OLM TEAM INOUE                          | 各話制作協力                                       |
| 2017年 | ご注文はうさぎですか?? 〜Dear My Sister〜              | production dóA                          | 制作協力 ※中編作品                                 |
| 2021年 | シン・エヴァンゲリオン劇場版                           | カラー                                  | 制作協力                                           |
| 2025年 | ゴリラの神から加護された令嬢は王立騎士団で可愛がられる | 鵲（カチガラス）                        | 制作協力                                           |

### その他
- SKYLOCK（スカイロック） – 神々と運命の五つ子 – TVCM【アニメ篇】（2014年）

## 別名義

### production dóA
2017年に『ご注文はうさぎですか?? 〜Dear My Sister〜』で初元請として表記。スタッフにはディオメディアとエンカレッジフィルムズに関連する人物が主に関わっている。下請けとして携わったWishの公式サイトでは株式会社としての表記は行われていない。
| 開始年 | 放送期間     | タイトル                                  | 監督     | 備考                                           |
| ------ | ------------ | ----------------------------------------- | -------- | ---------------------------------------------- |
| 2017年 | 11月（映画） | ご注文はうさぎですか?? 〜Dear My Sister〜 | 橋本裕之 | 制作協力：ディオメディア                       |
| 2018年 | 4月 - 6月    | 魔法少女サイト                            | 松林唯人 | アニメーション制作協力：エンカレッジフィルムズ |
| 2019年 | 9月（OVA）   | ご注文はうさぎですか?? 〜Sing For You〜   | 橋本裕之 | 制作協力：エンカレッジフィルムズ               |

### Ezo'la
2018年から2020年の期間に一部作品にて使用。漢字での表記は「絵空」。
2023年に下記の3作品に関わっていた渋谷亮介のツイートで、ディオメディアとその出身プロデューサーである江里口武志が設立したスタジオブランとの共同制作時の名前として使われていたことが明かされた。
| 開始年 | 放送期間  | タイトル               | 監督     | 備考                     |
| ------ | --------- | ---------------------- | -------- | ------------------------ |
| 2018年 | 7月 - 9月 | ハッピーシュガーライフ | 長山延好 | 制作協力：スタジオブラン |
| 2019年 | 7月 - 9月 | ソウナンですか?        | 長山延好 | 制作協力：スタジオブラン |
| 2020年 | 1月 - 3月 | ランウェイで笑って     | 長山延好 | 制作協力：スタジオブラン |

## 関連人物

### アニメーター・演出家
- 小原充
- 草川啓造
- 山本靖貴
- 石川雅一
- 井出直美
- 加藤剣
- 宮澤努
- 井畑翔太
- 胡蝶蘭あげは

- 小菅和久
- 小平麻紀
- 本多美乃
- 松本麻友子
- 齊田博之
- 加藤弘将
- 福田佳太
- 小川茜
- 久慈悟郎

- 満仲勧
- 原由美子
- 玉木慎吾
- 安野将人
- 中谷亜沙美
- 徳永さやか
- 前田恭佑
- 望月俊平
- 清水空翔

- 水谷雄一郎
- 畠山佳苗
- 紺野美喜
- 槙田路子
- 三塩天平
- 本田辰雄

### 制作
- 小原充（代表取締役）
- 川人憲治郎（制作部本部長）
- 天野翔太
- 竹岡瑞樹

- 須賀信行（スタジオバルセロナ創業者、現：行政書士）
- 関山晃弘（現：BN Pictures所属）
- 児島宏明（現：バグフィルム代表取締役）
- 関川裕之（現：アズメーカー代表取締役社長、元アニメーター）